# Anishinabi Lake
Der Anishinabi Lake ist ein See im Kenora District im Westen der kanadischen Provinz Ontario.

## Lage
Der Anishinabi Lake befindet sich 105 km nordöstlich der Stadt Kenora. Der 34 km² große See wird vom Anishinabi River durchflossen und nach Nordosten zum Cedar River entwässert. Er hat eine Fläche von 34 km² und eine maximale Wassertiefe von 92 m. Der Ontario Highway 105 (Vermilion Bay–Red Lake) führt 20 km östlich an dem See vorbei. Die nächstgelegenen Orte sind Manitou Falls, 12 km nördlich, und Perrault Falls, 20 km östlich des Sees.

## Seefauna
Der Anishinabi Lake gilt als gutes Angelgewässer. Im See werden hauptsächlich Hecht und Amerikanischer Seesaibling gefangen.